# サニー 永遠の仲間たち
『サニー 永遠の仲間たち』（サニー えいえんのなかまたち、朝: 써니）は、2011年公開の韓国映画。映画監督カン・ヒョンチョルの2作目の長編映画作品。42才の女性が離れ離れになった高校時代の仲間たちを探す過程で、青春時代の輝かしい日々を取り戻す様子を1970年代から1980年代の数々のヒットナンバーにあわせて描く。カン・ヒョンチョル監督は前作『過速スキャンダル』が韓国で観客動員数824万人を記録したのに続き、本作でも736万人の観客動員を突破した。

## ストーリー
舞台は韓国。夫や娘に恵まれ、慌ただしいながらも幸せな生活を送っているイム・ナミ（ユ・ホジョン）は、高校時代の友人ハ・チュナ（チン・ヒギョン）に母の入院先で再会。しかし、チュナは癌に冒され「余命2か月」と宣告されていた。「高校時代の仲良しグループ『サニー』の皆に会いたい」というチュナの最期の願いを叶えるため「サニー」のメンバーを探す過程で、ナミの人生で最も輝いている時代の記憶が蘇る。
田舎の漁村からソウルの女子校へ25年前（1980年代後半）に転校したイム・ナミ（シム・ウンギョン）は環境の変化に戸惑いつつも、義理人情に厚いリーダー格のチュナ（カン・ソラ）、二重まぶたに憧れるチャンミ（キム・ミニョン）、口の悪いジニ（パク・チンジュ）、凶暴な文学少女のクムオク（ナム・ボラ）、ミス・コリアを夢見るポッキ（キム・ボミ (女優)）、クールで大人びた美少女のスジ（ミン・ヒョリン）とすぐに仲良くなる。流行中のボニーMの「Sunny」を採って7人のグループを「サニー」と命名し、青春の日々を過ごすナミ達だが、7人がダンスを披露する文化祭当日に起きた「ある事件」を切っ掛けに離れ離れになる。

## キャスト
| 役名                       | 俳優                          | 日本語吹替             |
| -------------------------- | ----------------------------- | ---------------------- |
| イム・ナミ                 | ユ・ホジョン                  | 高橋理恵子             |
| 高校時代のナミ             | シム・ウンギョン              | 壹岐紹未               |
| ハ・チュナ                 | チン・ヒギョン （特別出演）   | 林佳代子               |
| 高校時代のチュナ           | カン・ソラ                    | 石田嘉代               |
| キム・チャンミ             | コ・スヒ                      | 中澤やよい             |
| 高校時代のチャンミ         | キム・ミニョン                | 品田美穂               |
| ファン・ジニ               | ホン・ジニ                    | 八十川真由野           |
| 高校時代のジニ             | パク・チンジュ                | 近村望実               |
| ソ・クムオク               | イ・ヨンギョン                | 最所美咲               |
| 高校時代のクムオク         | ナム・ボラ                    | 槙乃萌美               |
| リュ・ポッキ               | キム・ソンギョン （特別出演） | 茜部真弓               |
| 高校時代のポッキ           | キム・ボミ (女優)             | ブリドカットセーラ恵美 |
| チョン・スジ               | ユン・ジョン （特別出演）     | ‐                      |
| 高校時代のスジ             | ミン・ヒョリン                | 蓮未エリナ             |
| 現在のジュノ               | イ・ギョンヨン （特別出演）   |                        |
| 過去のジュノ               | キム・シフ                    | 伊東健人               |
| ジュノの息子               | キム・シフ                    | 伊東健人               |
| イ・サンミ                 | チョン・ウヒ                  | 石松千恵美             |
| ヨンジン                   | パク・ヒジョン                | 松浦裕美子             |
| 少女時代のリーダー         | キム・シナ                    |                        |
| チュナの弁護士             | ソン・ジル （友情出演）       | 真矢野靖人             |
| イェビン（ナミの娘）       | ハ・スンニ                    |                        |
| ナミの夫                   | ペク・チョンハク （特別出演） |                        |
| イム・チャンギ（ナミの父） | チョン・ウォンジュン          | 池田ヒトシ             |
| ナミの母                   | キム・ボミ                    | 森雅美                 |
| キム・スニム（ナミの祖母） | キム・ヨンオク                |                        |
| イム・ジョンギ（ナミの兄） | パク・ヨンソ                  |                        |
| スミ先生                   | ソ・ヒジョン                  | 小舘絵梨               |
| チャンミの兄               | ハン・スンヒョン              | 宮本崇弘               |
| チャンミの上司             | チュホ （友情出演）           | 及川ナオキ             |

- その他声の出演：東海林寿剛、金松彩夏、朝田実依、宮本かおり、丸田光、宮沢きよこ、鈴木雄二、德石勝大、荻谷博仁、山口理恵、味里、三木美、山内健嗣、堀口あすか、槙口みき、馬渕美菜子、鈴木幸二、井上祐子
- 日本語版制作スタッフ：演出：向山宏志、翻訳：栗山由香子、調整：手塚孝太郎、制作：HALF H･P STUDIO

## 受賞

### 2011年度
- 第48回大鐘賞：監督賞（カン・ヒョンチョル）
- 第48回大鐘賞：編集賞（ナム・ナヨン）
- 第48回百想芸術大賞：女性人気賞（カン・ソラ）
- 第20回釜日映画賞：新人女子演技賞（カン・ソラ）
- 第3回今年の映画賞：監督賞（カン・ヒョンチョル）
- 第4回スタイル・アイコン・アワーズ：特別賞 コンテンツ・オブ・ザ・イヤー

## 楽曲
作中には彼女たちが青春時代を過ごした時代に流行した楽曲として、シンディ・ローパーの「ガールズ・ジャスト・ワナ・ハヴ・ファン」や、ボニーMの「Sunny」、リチャード・サンダーソンの「Reality / 愛のファンタジー 」、Joyの「Touch by Touch」、ナミ（나미）の「ぐるぐる（빙글빙글） 」、チョ・ドッペ（조덕배）の「夢に（꿈에）」などの楽曲が使われている。

## 1980年代の韓国
ナミが高校時代を過ごす1980年代後半の韓国は、全斗煥大統領時代の第五共和制であり、1988年のソウルオリンピック開催を控え、国内の経済成長を果たした一方で、民主化を求める学生運動やデモが絶えない時代でもあった。全斗煥大統領はそうした政治体制への批判をかわすために、映画や音楽などの娯楽に寛大な姿勢をとり、外国映画の流通やカラーテレビ放送などを解禁したと言われている（3S政策）。そういった当時の政治情勢や文化状況が映画内でも反映されている。

## ディレクターズカット版
2011年5月4日に韓国内で公開された通常版のヒットを受け、同年7月28日に、通常版では編集によりカットされたシーンを付け足したディレクターズカット版が公開された。通常版より11分長い135分。ディレクターズカット版では、ナミの兄のシーンやサニーメンバーの別れの事件場面でシーンが増えたほか、さらに強烈な悪口が追加されたため、同国内で青少年観覧不可判定を受けた。日本未公開。

## リメイク
複数の国、地域でリメイクされている。

### 香港
香港の地上波放送局TVBで全32回のドラマでリメイクされた。タイトルは『ネバー・ダンス・アローン』（英題：Never Dance Alone 、中題：女人俱樂部、前題：Aerobic Girls舞室保衛戰、M Club）。2013年6月から11月に制作され、2014年4月から6月にかけて放送された。

### ベトナム
『輝ける日々に』（原題：Tháng năm rực rỡ 、英題：Go Go Sisters）のタイトルでベトナムにおいてグエン・クワン・ユン監督によりリメイクされた。2018年3月9日公開。作中における「現在」と「高校時代」の時代設定は、2000年と1975年の南北統一にいたる数年間に置き換えられている。興行収入は850億VNDとヒットした。

### 日本
『SUNNY 強い気持ち・強い愛』のタイトルで日本においてリメイクされた。2018年8月31日公開、主演：篠原涼子、監督：大根仁。また、初のミュージカル化も2023年に行われた。

### インドネシア
『Bebas』のタイトルでインドネシアにおいてリリ・リザ監督によるリメイクが発表されている。2019年末公開予定。時代設定は「現在」が2019年、「高校時代」はスハルト長期政権末期でインドネシアのポップカルチャーが台頭した1995-1996年に置き換わっている。また、主人公が所属するグループが、女性5人、男性1人の男女混在グループに変更されている。

### アメリカ
『Bye Bye Bye』のタイトルでアメリカにおいてユニバーサル・ピクチャーズ、ケヴィン・ハートによるプロデュースでリメイクされることが発表されている。